# Molengat (vaargeul)
Het Molengat (verouderd: Kaap- en Molengat; Tessels: Kaap- en Muile) is een vaargeul die de scheiding vormt tussen de eilanden Noorderhaaks en Texel. Texel is het meest westelijk gelegen Waddeneiland van de Nederlandse kust, en Noorderhaaks is een eilandje dat ten westen daarvan ligt. Het Molengat grenst in het oosten aan het Marsdiep, dat de grens vormt tussen Texel en Den Helder en verdergaat in de Waddenzee. In het westen grenst het Molengat aan de Noordzee.

## Bevaarbaarheid
Het Molengat is ongeveer 650 meter breed, maar door het constante aangroeien van nieuw zand aan beide eilanden, wordt het gat steeds nauwer. De kleinste breedte van het vaarwater werd in augustus 2012 op sommige plekken in het Molengat vastgesteld op 40 meter. De diepte lag toen tussen 4,3 en 5,3 meter onder NAP. In maart 2020 werd de minimumdiepte gemeten op 2,8 meter onder LAT.
Hoewel het dus in principe bevaarbaar is voor schepen die over een kleine diepgang beschikken, wordt dit vanwege de verzanding die in de geul plaatsvindt afgeraden. Het Molengat is om die reden sinds 2013 niet meer betond als veilige vaarweg. Het Molengat kent verder een sterke stroom, wat het bevaren ervan ook bemoeilijkt. Hierdoor is de enige directe route van het Marsdiep naar de Noordzee via het Schulpengat, de vaargeul ten zuiden van Noorderhaaks.

## MSMolengat
De Koninklijke N.V. Texels Eigen Stoomboot Onderneming (TESO), de onderneming die de vaart van de veerboot tussen 't Horntje (Texel) en Den Helder verzorgt, nam in 1980 de veerboot Molengat in de vaart, welke werd vernoemd naar de gelijknamige vaargeul. Deze boot voer tot 2005 in dienst van de TESO over het Marsdiep.